# Piper PA-40 Arapaho
O Piper PA-40 Arapaho é uma aeronave bimotor asa baixa projetado pela Piper Aircraft para ser o substituto do PA-39 Twin Comanche C/R.

## Desenvolvimento
O Arapaho tem um tamanho similar ao do Twin Comanche (com seis assentos), porém, com um trem de pouso principal mais alto e janelas da cabine maiores. Contava com dois motores Lycoming IO-320, de 160 hp (119 kW) cada.
O protótipo foi danificado em junho de 1972 quando a fábrica da Piper, em Lock Haven, foi atingida por uma inundação. Isso resultou que o protótipo, matriculado N9999P, só voasse em 16 de janeiro de 1973. Esse protótipo foi destruído em um acidente nas provas da aeronave. O segundo protótipo voou em abril de 1974, com motores aspirados e modificações no estabilizador vertical (resultado do acidente com o N9999P). Um terceiro protótipo foi produzido, equipado com motores turbocomprimidos.
O PA-40 foi certificado em 18 de julho de 1974, como complementar para o certificado de tipo do Twin Comanche. O Arapaho estava programado para ser lançado como modelo 1975, porém, a Piper decidiu não comercializar o modelo e cancelar o projeto em dezembro de 1974. A companhia declarou que o cancelamento se deu devido a motivos financeiros, pois seria arriscado estabelecer a produção de um modelo totalmente novo durante a Recessão de 1974-1975.

Após o cancelamento, ambos os protótipos foram utilizados pela Piper como aeronaves de ligação e comunicação entre as fábricas de Lock Haven e Lakeland. Mais tarde, uma das aeronaves foi desmantelada pela Piper e o terceiro protótipo, registrado N9997P, é uma aeronave privada no Texas, após ter sido utilizada no programa de manutenção da Universidade Purdue.